# Lammassaari (ö i Norra Österbotten, Koillismaa, lat 65,79, long 28,49)
Lammassaari är en ö i Finland. Den ligger i sjön Kostonjärvi och i kommunen Taivalkoski i den ekonomiska regionen  Koillismaa ekonomiska region  och landskapet Norra Österbotten, i den nordöstra delen av landet, 600 km norr om huvudstaden Helsingfors. Öns area är 2,9 hektar och dess största längd är 330 meter i sydöst-nordvästlig riktning.